# Edmond Blanc
Pour les articles homonymes, voir Blanc (homonymie).
Edmond Blanc, né le 23 février 1856 à Paris et mort le 12 décembre 1920 à Neuilly-sur-Seine, est un propriétaire-éleveur de chevaux de course et un homme politique français.

## Biographie

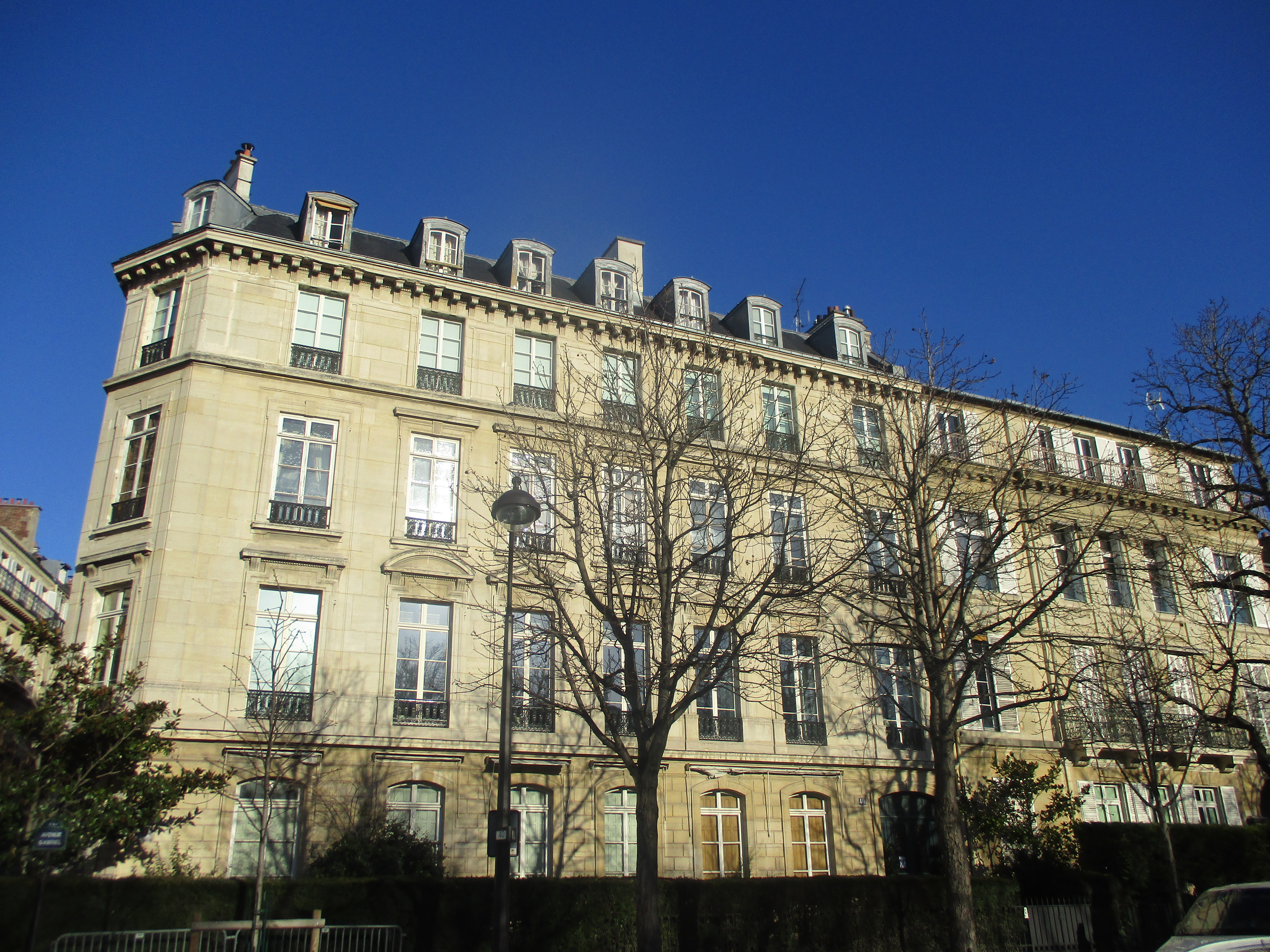
Hôtel particulier d'Edmond Blanc, 40 avenue Gabriel à Paris.

Il est le fils du richissime François Blanc, fondateur de la Société des bains de mer de Monaco qui a construit et exploité le casino et des hôtels de luxe à Monte-Carlo, et de sa seconde épouse Marie Hensel.
Héritier d'une fortune considérable, Edmond Blanc devient propriétaire-éleveur de chevaux de course. En 1891, il fait construire le château de la Châtaigneraie, actuellement château du domaine de Saint-François-d'Assise à La Celle-Saint-Cloud et le haras de Jardy, sur les communes de Marnes-la-Coquette et de Vaucresson. En 1898, il devient propriétaire du domaine de La Fouilleuse, sur le territoire de Saint-Cloud et de Rueil-Malmaison, sur lequel il fait aménager l'hippodrome de Saint-Cloud et un centre d'entraînement, inaugurés en 1901. Il est également propriétaire de L'Écho de Paris. Parallèlement, il poursuit une carrière politique, comme maire de La Celle Saint-Cloud de 1890 à 1894 et de 1904 à 1912, et député conservateur des Hautes-Pyrénées dans l'arrondissement de Bagnères-de-Bigorre de 1893 à 1894 et de 1898 à 1902. Il repose au cimetière de Saint-Cloud.

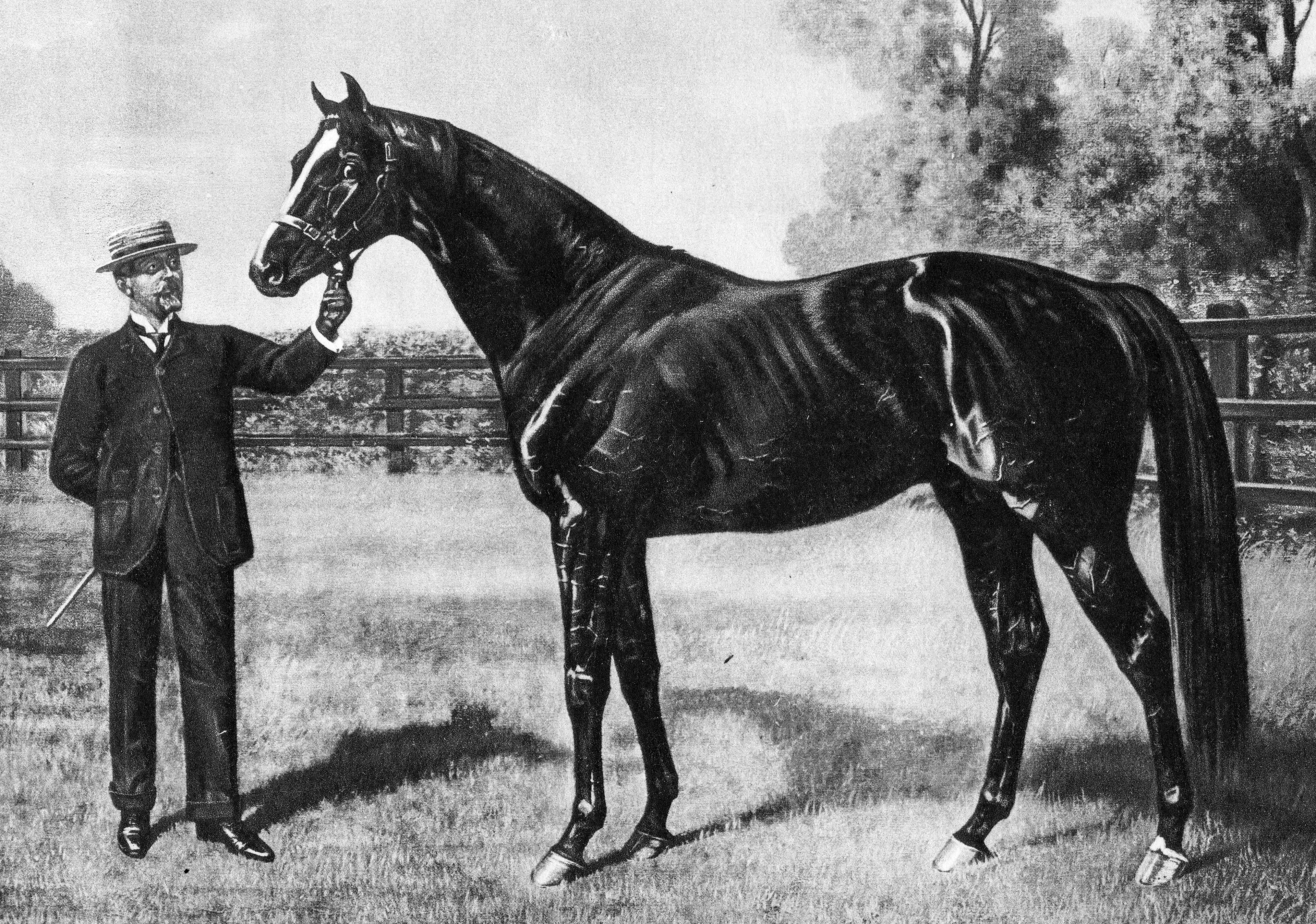
Edmond Blanc et son étalon Flying Fox.

## Mariages et descendance
- En 1890, il épouse Alice  « Héloïse » Marot, artiste dramatique, dont il divorce en 1909[2].

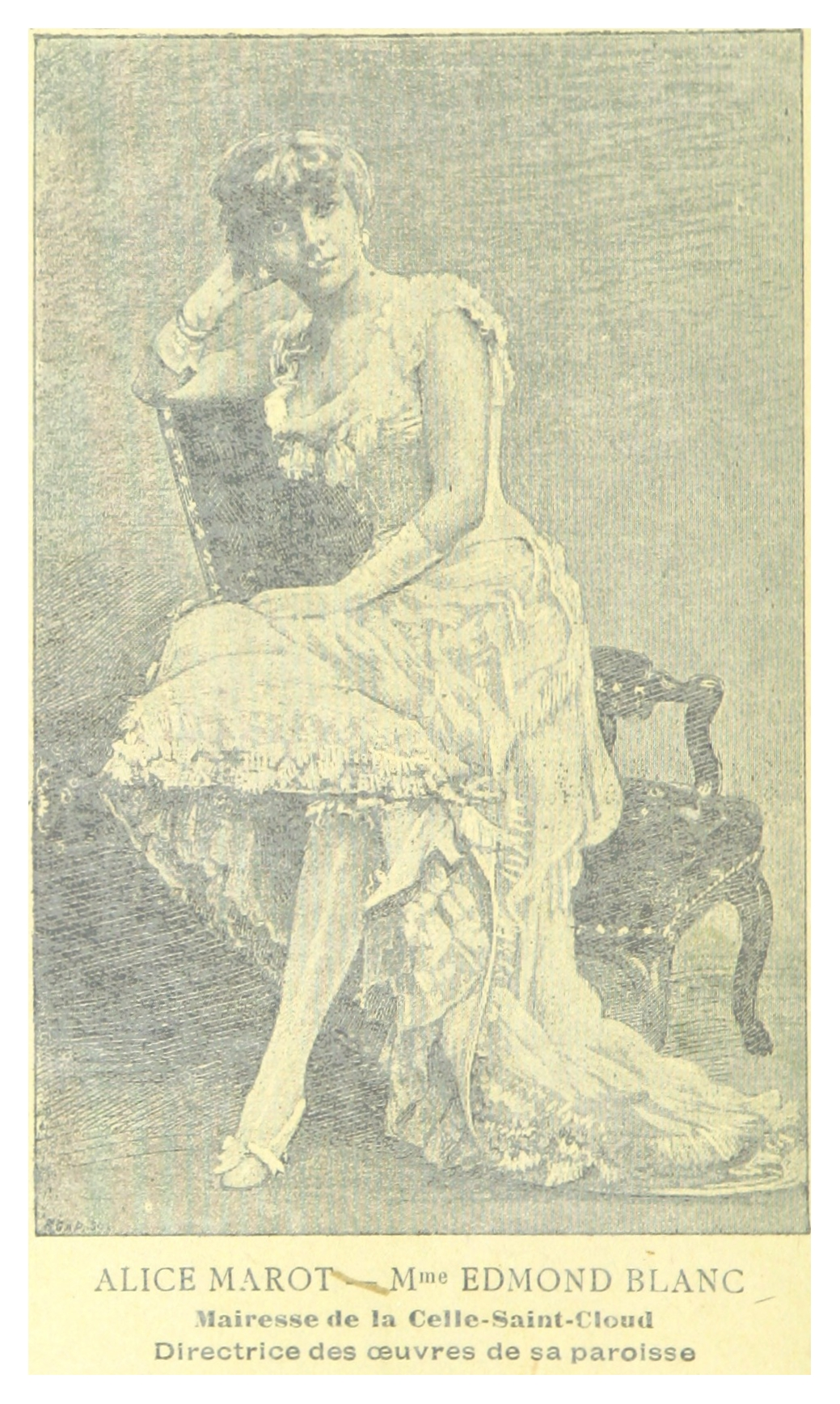
Alice Marot, Mme Edmond Blanc, dite la « mairesse de La Celle-Saint-Cloud ».

- En 1911, il épouse Marthe Galinier (1874-1947)[2], dont il a deux fils :
  1. Édouard Edmond-Blanc, surnommé « Eddy » (1901-1952), qui épouse en 1re noces la princesse Paule Murat (1901-1937)[2], puis en 2e noces Lucienne Sopher (1904-1958).
  2. François Edmond-Blanc (1908-1996), ancien gouverneur en Indochine et grand chasseur, il a écrit des ouvrages sur la chasse en Indochine. Il épouse Janine Delamare-Deboutteville (1908-2005), petite-nièce d'Édouard Delamare-Deboutteville, puis Marie-Marcelle « Martine » Paolucci (1910-2001). Une de ses filles, Éléonore, épouse le comte Guy-Emmanuel de La Rochefoucauld.

## Distinctions
Il est nommé chevalier de la Légion d'honneur le 14 juillet 1887, puis promu officier le 9 janvier 1914.